# Rincón de la Victoria
Rincón de la Victoria est une commune de la province de Malaga dans la communauté autonome d'Andalousie en Espagne.

## Géographie
Municipalité de la commarque de l'Axarquía, elle limite au nord par les municipalités de Totalán et de Moclinejo, au nord-est par la municipalité de Macharaviaya, à l'est par la municipalité de Vélez-Málaga, au sud par la mer Méditerranée, et à l'ouest par la municipalité de Malaga.
Elle se trouve sur la « route du Soleil et de l'Avocat ».

## Histoire
Elle reçoit le nom de Rincón de la Victoria, grâce aux installations de l'Ordre des Minimes et son couvent de la Victoire.

## Démographie
| 1900  | 1910  | 1920  | 1930  | 1940  | 1950  | 1960  | 1970  | 1981  |
| ----- | ----- | ----- | ----- | ----- | ----- | ----- | ----- | ----- |
| 4 828 | 4 835 | 4 708 | 5 312 | 5 605 | 5 655 | 5 137 | 6 061 | 7 935 |

| 1991   | 2000   | 2001   | 2010   | 2012   | - | - | - | - |
| ------ | ------ | ------ | ------ | ------ | - | - | - | - |
| 13 007 | 23 029 | 25 302 | 39 922 | 41 216 | - | - | - | - |

## Culture et patrimoine

### Monuments et musées
- La Grotte du Trésor
- Fort de Bezmiliana
- Un gisement romain de Torre de Benagalbón
- Le musée des Arts Populaires

### Fêtes Locales
- 2 février : fête Notre Dame Vierge de la Chandeleur
- 16 juillet: Fête Notre Dame Vierge del Carmen